# Klimatskepticism

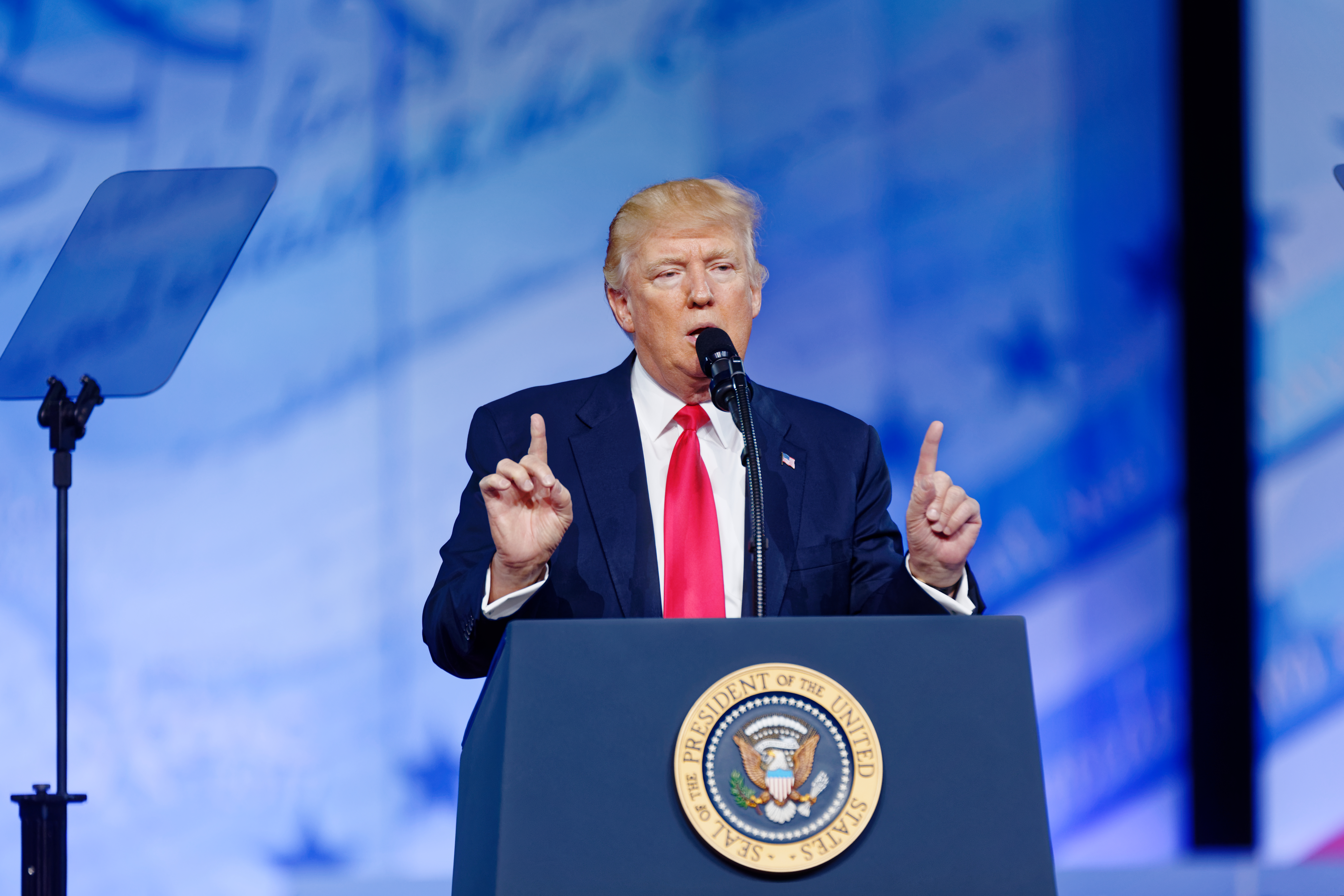
USA:s president Donald Trump har ifrågasatt om de pågående klimatförändringarna är orsakade av människor och har spritt påståendet att klimatkrisen är ”fake science” och ”fake news”.

Klimatskepticism, klimatförnekelse eller klimatförändringsförnekelse är tvivel, avfärdande eller förnekelse av den globala uppvärmningen och/eller dess följder, som motsäger vetenskaplig konsensus, som den exempelvis presenteras i FN-panelen IPCC:s sammanfattande bedömning. Termen kan även avse tvivel kring effektiviteten i åtgärder för att motverka global uppvärmning eller möta dess följder.
Bland de frågor som klimatskeptiker tar upp finns sammanblandning mellan klimat och väder, att solen eller naturliga temperaturcykler skulle vara orsaken till temperaturförändringarna, att modeller och temperaturmätningar inte är tillförlitliga och att klimatforskares påståenden om förändringar sker skulle vara falska.
Det råder en viss oenighet kring vilka etiketter som bör användas i klimatdebatten. Vissa föredrar termen klimatskeptiker, medan andra anser att klimatförnekare passar bättre i ett debattklimat som påverkats starkt av desinformation och konspirationsteorier. Ytterligare andra menar att polariserande etiketter som skeptiker och alarmist riskerar att försvåra en konstruktiv dialog.
Enligt forskning från Chalmers är de två största grupperna av klimatförnekare oljeindustrin och högernationalister. En annan grupp är libertarianer som förespråkar mindre statligt inflytande. I vissa fall erkänner företrädare för klimatskeptiska rörelser delar av vetenskaplig konsensus, men menar att klimatförändringarna är så begränsade att inga större åtgärder behövs. På engelska beskrivs detta ibland som soft climate change denial.
Psykologin bakom klimatförnekelse är ett nytt forskningsfält som undersöker varför människor förnekar den globala uppvärmningen trots vetenskaplig konsensus.

## Bakgrund
När kemisten Svante Arrhenius i slutet på 1800-talet presenterade de första tecknen på att utsläpp från fabriker kunde orsaka temperaturförändringar, så fick det inte stora effekter. Sedan dess har vetenskaplig konsensus förändrats, och FN:s klimatpanel slog 2021 fast att "Det är otvetydigt att mänsklig påverkan har värmt upp atmosfären, havet och landmassan. Det har skett omfattande och snabba förändringar i atmosfären, havet, kryosfären och biosfären."
En systematisk översikt från 2013 visade att 97 procent av 12 000 avhandlingar om klimatförändring stödde konsensus att förändringarna verkligen äger rum och beror på människor. År 2017 var det upp till 99,9 procent. År 2019 visade en genomgång av 11 602 studier att 100 procent stöder konsensus.
Psykologin bakom klimatskepticism och klimatförnekelse är ett relativt nytt forskningsfält som studerar det komplexa sambandet mellan personliga psykologiska mekanismer och organiserad lobbying.

## Terminologi
Termen skepticism har använts sedan antiken för att visa på att det är omöjligt att vara fullständigt säker på kunskap, eller för att ifrågasätta sådant som påstår sig vara fakta. Många av dem som ifrågasätter klimatförändringarna använder därför klimatskeptiker om sig själva. Begreppet klimatskeptiker beskriver däremot inte den skepticism som redan är en del av den vetenskapliga metoden, utan beskriver istället de som tar avstånd från vetenskaplig konsensus. Att använda begreppet klimatskeptiker har därför kritiserats som ett missbruk av termen, som underminerar verklig, evidensbaserad skepticism.
Därför används termen klimatförnekare allt oftare. Begreppet har ibland kritiserats på grund av likheten med förintelseförnekare.
Ola Karlsson, språkvårdare på Språkrådet, kommenterade 2019 att etablerade medier börjat använda termen klimatförnekare, istället för klimatskeptiker. Han menade att det är "en form av aktivistiskt språkbruk" för att "förmedla ett nödlägesbudskap".

## Ståndpunkter
En amerikansk undersökning visade att det finns klimatskeptiker som är helt eller delvis skeptiska till den vetenskapliga teorin om att det huvudsakligen är människans utsläpp av växthusgaser som ligger bakom den globala uppvärmningen av jordens klimat. I vissa fall ställde man sig skeptisk även till att jorden överhuvudtaget genomgår en uppvärmning, medan det i andra fall var så att klimatskeptiker inte alls ifrågasatte att de mänskliga utsläppen av koldioxid påverkade klimatet. En del klimatskeptiker tror inte på teorin att människans utsläpp av koldioxid i jordens atmosfär ökar temperaturen, eller att människan alls kan påverka klimatet i mätbar utsträckning men de flesta anser att växthuseffekten är reell, om än inte alarmerande. Klimatskeptiker i allmänhet är inte generellt mot vetenskap, eller tror på konspirationsteorier, men såväl klimatskeptiker som klimatalarmister förekom i denna undersökning. Klimatskeptikern Pat Michaels hävdade 2010 att klimatskeptiker inte tillåts publicera sina forskningsresultat.
Stuart Bryce Capstick och Nicholas Frank Pidgeon delar in klimatskeptiker i två distinkta typer:
- Epistemisk skepticism, relaterad till tvivel kring förekomst eller omfattning av global uppvärmning och/eller huruvida den orsakats av mänsklig aktivitet
- Åtgärdsskepticism, som relaterar till tvivel kring effektiviteten i åtgärder för att motverka global uppvärmning

## Organiserad klimatförnekelse

5 egenskaper hos vetenskapsförnekande

Den offentliga debatten om klimatförändringar har påverkats starkt av desinformation och klimatförnekelse.
Aktörer som förnekar den globala uppvärmningen utgör en välfinansierad och relativt samordnad koalition av fossilbränsleföretag, industrigrupper, konservativa tankesmedjor, konträra forskare, högernationalister och främlingsfientliga. En studie vid Harvarduniversitet visade att oljebolaget Exxon tillämpade strategier som liknade de som använts av tobaksindustrin, nämligen att skapa tvivel om vetenskapliga data och resultat. Det åstadkoms genom kritik av vetenskapliga institutioner och ifrågasättande av enskilda forskares motiv. En ekokammare av klimatskeptiska bloggar och media har därefter ytterligare underblåst missförstånd om den globala uppvärmningen. Genom att skapa en falsk bild av det finns oenighet om klimatförändringar inom forskarvärlden kan politiska förändringar på så sätt skjutas upp eller ställas in.

## Antal
Det är oklart hur många som tvivlar på den globala uppvärmningen, dess orsaker eller dess följder. Andelen klimatskeptiker varierar beroende på kön, partitillhörighet, nationalitet med mera. Enligt Gallup 2021 trodde 10 procent av vuxna amerikaner att de "aldrig" kommer se följder av den globala uppvärmningen. 32 procent av republikaner och 88 procent av demokrater kopplade uppvärmningen till föroreningar från mänskliga aktiviteter. Enligt Pollingreport 2019 anser 22 procent av amerikaner att den globala uppvärmningen har naturliga orsaker, 7 procent anser att det inte är någon global uppvärmning och 62 procent anser att uppvärmningen beror på mänsklig aktivitet.
Bland klimatforskare finns det mycket få klimatskeptiker. Enligt en amerikansk studie, publicerad 2010 i den amerikanska vetenskapsakademins tidskrift PNAS, stödde 97–98 procent av de forskare som publicerar flest vetenskapliga artiklar de etablerade slutsatserna om global uppvärmning. Omkring 2,5 procent av de 200 främst rankade klimatforskarna (det vill säga de forskare med flest publicerade forskningsartiklar) utgjordes 2010 av "skeptiker". 2010 gick SVT:s vetenskapsredaktion igenom 8 000 forskningsartiklar som publicerats mellan 2009 och 2010 om den globala uppvärmningen. Redaktionen hittade endast fem artiklar som ifrågasätter vetenskaplig konsensus att människan står bakom den globala uppvärmningen. 2019 visade en genomgång av 11 602 studier att 100 procent stöder konsensus.

### Sverige
Världsnaturfondens Klimatbarometer 2022 visade att:
- 5 procent höll inte alls med om att beslutsfattare borde göra mycket mer för att begränsa klimatförändringarna.[65] (Jämfört med 7 procent 2018.[66])
- 51 procent ansåg att klimatförändringarna var en av de samhällsföreteelser i världen som de oroade sig mest för.[65] (Jämfört med 35 procent 2018.[66])
- Enligt Klimatbarometern 2018 instämde 5 procent helt och hållet i uttalandet "Jag tycker att klimatoron är överdriven".[66]

En undersökning gjord av EU, Standard Eurobarometer 90 hösten 2018 gav detta resultat: 
- 46 procent av svenskarna anser att klimatfrågan är den viktigaste för EU. Genomsnittet för EU är 16 procent.
- 59 procent anser att EU ska bekämpa den globala uppvärmningen. EU-snittet är 36 procent.

Jimmie Åkesson sade 2022 att vi inte är i en klimatkris och att Sverige därför inte borde anslutit sig till Parisavtalet. Den sverigedemokratiska riksdagsledmoten Elsa Widding kallade 2021 IPCC:s sjätte rapport för ett "propagandamaskineri". 2022 sade hon att klimatkrisen saknar stöd i vetenskapen, och att den globala temperaturhöjningen på det hela är bra.

## Kampanjer
Flera kampanjer har startats av klimatskeptiker för att visa på alternativa åsikter inom forskarvärlden om den globala uppvärmningen.
- En av de mer kända är Oregonpetitionen som omkring år 2007 samlade drygt 30 000 underskrifter från bland annat amerikanska akademiker, varav drygt 9 000 med doktorsavhandling, bakom påståendet att det inte finns övertygande bevis om att människans utsläpp av växthusgaser kommer leda till en katastrofal global uppvärmning.[72] Petitionen har kallats en politisk kampanj, och har fått kritik för sin bristande kontroll av signaturerna. Bland de "forskare" som skrev under fanns bland annat flera karaktärer från Star Wars.[73]

- I Sverige har i slutet av 2008 Lars Bern och 20 professorer och docenter i naturvetenskapliga ämnen skrivit ett öppet brev vars innehåll går ut på att det finns inget samband mellan förhöjd koldioxidhalt och eventuella klimatförändringar.[74]

- Den tyske lobbyisten och förläggaren Holger Thuß och den pensionerade professorn i geofysik Friedrich-Karl Ewert skrev 2009 ett öppet brev till Angela Merkel där de tar avstånd från vad de menar är "klimatalarmister". Brevet samlade underskrifter från fler än 60 forskare inom bland annat metallurgi, kemi, biologi, med mera.[75]
- The Climate Intelligence Foundation (Clintel) är en nederländsk grupp som förnekar den globala uppvärmningen. Clintel grundades 2019 av Guus Berkhout, en pensionerad geofysiker som har arbetat för Shell, och journalisten Marcel Crok.[76] Inför FN:s klimatmöte i New York 2019 presenterade Clintel ett brev underskrivet av med 500 påstådda klimatforskare från 24 länder som hävdade att det inte existerar något ”klimatnödläge”.[77][78]  Bland svenska undertecknare fanns Nils-Axel Mörner, Gösta Pettersson och Hans Jelbring.[79]  27 juni 2022 publicerade gruppen World Climate Declaration, med samma budskap.[76] Bakgrundskontroller har visat att majoriteten av undertecknarna har sin profession inom andra områden än miljö och klimatvetenskap, att få hade akademisk grad eller vetenskaplig publicering, samt att många hade anknytningar till olje- och gruvindustrin.[80][81][82]